# Luc Ayang
Luc Ayang (ur. w 1947 w Doukouli) – kameruński polityk, premier Kamerunu w latach 1984–1985.
W 1972 ukończył prawo i administrację na Uniwersytecie w Jaunde. Od 1974 pracował jako urzędnik. Awansował do struktur administracji rządowej. W 1978 został ministrem rolnictwa, przemysłu i rybołówstwa. Od 22 sierpnia 1983 do 25 sierpnia 1984 był premierem Kamerunu.